# Les banderes de la pau
Les banderes de la pau, op. 143, és un poema simfònic compost per Mieczysław Weinberg el 1986. Es va estrenar a la Sala de les Columnes de la Casa dels Sindicats de Moscou, durant un concert dedicat al XXVII Congrés del Partit Comunista de la Unió Soviètica, el febrer de 1986, amb Vladímir Fedosséiev dirigint l'Orquestra Simfònica de Ràdio de l'URSS. Té una durada d'uns 22 minuts.
Aquesta obra forma part de la trilogia A les portes de la guerra, juntament amb la Simfonia núm. 17 (Memòria, op. 137) i la Simfonia núm. 18 (Guerra: no hi ha cap paraula més cruel, op. 138).

## Origen i context
Una de les poques concessions de Weinberg a la música de caràcter institucional va ser Les banderes de la pau, composta amb motiu del Vint-i-setè Congrés del Partit Comunista el 1986. Tot i el context, l’obra evita el to propagandístic i desplega un seguit de seccions variades i plenes d’imaginació melòdica, amb una orquestració rica i precisa, fidel al nivell de sofisticació que trobem a les seves simfonies més personals.

## Música
Les banderes de la pau integra melodies folklòriques i himnes revolucionaris en una construcció sonora oberta i vitalista, allunyada del to emfàtic habitual en la música d’encàrrec oficial.